# Hacettepe SK
A Hacettepespor vagy Hacettepe SK egy török labdarúgócsapat, székhelye Ankarában található. 2008 júliusáig Gençlerbirliği OFTAŞ néven működött.
A 2006-07-es szezonban megnyerték a török másodosztályt, így a következő idénytől már a legmagasabb osztályban indulhatnak.
Korábbi neve ASASSpor volt, ezen néven 1999-től 2001-ig küzdött a felkerülésért.
2003-ban csődbe ment a klub, emiatt a Gençlerbirliği SK megvásárolta és a nevét megváltoztatta
Gençlerbirliği ASASSpor-ra. 2006-ban a két klub megegyezett, hogy az ASASSpor a Gençlerbirliği fiókcsapatává vált. 2008 júliusában változtatták nevüket Hacettepe SK-ra.
A feljutást követően gondot jelentett, hogy a két klub egy osztályban akart indulni. A Török Labdarúgó-szövetség úgy oldotta fel ezt az ellentétet, hogy külön elnökség esetén engedélyezte az OFTAŞ indulását.

## Jelenlegi játékosok
2008. június 4-én:
| #  |             | Poszt | Név               |
| -- | ----------- | ----- | ----------------- |
| 1  | Törökország | K     | Ulaş Güler        |
| 3  | Törökország | V     | Murat Selvi       |
| 4  | Egyiptom    | V     | Amir Azmy         |
| 6  | Törökország | KP    | Cemal Taşlı       |
| 7  | Törökország | KP    | Çağatay Tekin     |
| 8  | Törökország | CS    | Savaş Esen        |
| 11 | Törökország | KP    | Kemal Yıldırım    |
| 14 | Törökország | K     | Recep Biler       |
| 15 | Törökország | KP    | Kenan Çamoğlu     |
| 17 | Szerbia     | CS    | Aleksandar Jevtic |
| 19 | Brazil      | KP    | Tozo*             |
| 20 | Törökország | CS    | Kadir Bekmezci    |
| 98 | Törökország | KP    | Ali Bayraktar     |

| #  |                  | Poszt | Név            |
| -- | ---------------- | ----- | -------------- |
| 99 | Brazil           | KP    | Sandro*        |
| 22 | Törökország      | KP    | Serkan Atak    |
| 23 | Törökország      | KP    | Olgay Coşkun   |
| 24 | Ghána            | CS    | James Boadu    |
| 26 | Törökország      | CS    | İbrahim Şahin  |
| 30 | Ghána            | CS    | Shaibu Yakubu  |
| 34 | Törökország      | KP    | Bülent Kocabey |
| 35 | Törökország      | KP    | Volkan Özcan   |
| 44 | Törökország      | V     | Cevher Toktaş  |
| 67 | Törökország      | V     | Orhan Sam      |
| 69 | Törökország      | CS    | Murat Kalkan   |
| 77 | Törökország      | KP    | Ufuk Eş        |
|    | Elefántcsontpart | CS    | François Zoko  |

(*) kölcsönben a Gençlerbirliği-től

## Külső hivatkozások
Hivatalos honlap
1. ↑  TFF Official Website